# Mittainvilliers
Mittainvilliers ist eine Ortschaft und eine ehemalige französische Gemeinde mit zuletzt 508 Einwohnern (Stand: 2013) im Département Eure-et-Loir in der Region Centre-Val de Loire.
Mit Wirkung vom 1. Januar 2016 wurden die bisherigen Gemeinden Mittainvilliers und Vérigny zu einer Commune nouvelle mit dem Namen Mittainvilliers-Vérigny zusammengeschlossen. Den ehemaligen Gemeinden wurde in der neuen Gemeinde der Status einer Commune déléguée nicht zuerkannt. Der Verwaltungssitz befindet sich im Ort Mittainvilliers.

## Lage
Nachbarorte von Mittainvilliers sind Thimert-Gâtelles im Nordwesten, Vérigny im Norden, Dangers im Nordosten, Bailleau-l’Évêque im Osten, Saint-Aubin-des-Bois im Südosten, Fontaine-la-Guyon im Süden uns Saint-Arnoult-des-Bois im Westen.

## Bevölkerungsentwicklung
| Jahr      | 1962 | 1968 | 1975 | 1982 | 1990 | 1999 | 2008 | 2013 |
| --------- | ---- | ---- | ---- | ---- | ---- | ---- | ---- | ---- |
| Einwohner | 207  | 215  | 210  | 304  | 362  | 390  | 432  | 508  |